# Tamaki Serizawa
Tamaki Serizawa (Japans: 芹沢太麻樹, Serizawa Tamaki, Saitama, 28 september 1972) is een Japans voormalig motorcoureur.

## Carrière
Serizawa was tijdens zijn motorsportcarrière vooral actief als testcoureur voor Suzuki (tot en met 1997) en Kawasaki (vanaf 1998). In deze hoedanigheid maakte hij in 1995 zijn debuut in het wereldkampioenschap superbike tijdens de races op Sugo als wildcardcoureur. In 1996 scoorde hij, eveneens op Sugo, in deze klasse zijn eerste punten met twee vijftiende plaatsen. In 1997 werd hij negende en zesde in de races. In 1998 kwam hij uit op een Kawasaki in de races op Sugo, maar scoorde hierin geen punten. In 1999 werd hij in deze races zesde en achtste, voordat hij in 2000 in de eerste race uitviel, terwijl hij in de tweede race zevende werd. In 2001 reed hij zijn laatste wildcardraces op Sugo, waarin hij in de tweede race op het podium eindigde.
In 2003 debuteerde Serizawa in de MotoGP-klasse van het wereldkampioenschap wegrace op een Moriwaki, waarin hij deelnam aan de Grands Prix van Japan en de Pacific als wildcardcoureur. Hij eindigde deze races respectievelijk als negentiende en achttiende. Hierna richtte hij zich vooral op testwerk. Pas in 2010 keerde hij weer terug als coureur, toen hij voor Kawasaki deelnam aan de seizoensfinale van de superbike-klasse van het All Japan Road Race Championship op de Suzuka International Racing Course, waarin hij de races als zevende en achtste eindigde. In 2011 en 2012 reed hij twee volledige seizoenen in dit kampioenschap, waarin hij respectievelijk veertiende en tiende werd in de eindstand.